# Morti nel 1840
| Questa pagina contiene informazioni ricavate automaticamente dalle voci biografiche con l'ausilio del template Bio e di un bot. L'aggiornamento è periodico e automatico e ricostruisce completamente la pagina. Se manca una persona in questa lista, sei pregato di non aggiungerla, ma accertati piuttosto che la sua voce biografica contenga il template Bio e che i dati anagrafici siano correttamente compilati. Se il template Bio manca, inseriscilo tu stesso o, in alternativa, metti l'avviso {{tmp\|Bio}} che ne segnala la mancanza. Se i dati riportati sono sbagliati, correggi direttamente la voce biografica; le modifiche saranno visibili in questa lista entro pochi giorni. Per chiarimenti vedi il progetto biografie. La lista contiene solo le 205 persone che sono citate nell'enciclopedia e per le quali è stato implementato correttamente il template Bio. Pagina aggiornata al 26 lug 2025. |

## Gennaio(12)
- 3 gennaio - Patrício da Silva, cardinale e patriarca cattolico portoghese (n. 1756)
- 6 gennaio - Frances Fanny Burney, scrittrice britannica (n. 1752)
- 8 gennaio - Flora Mure-Campbell, marchesa di Hastings, nobildonna scozzese (n. 1780)
- 8 gennaio - Ernesto di Lippe-Biesterfeld, conte tedesco (n. 1777)
- 10 gennaio - Elisabetta di Hannover, nobile inglese (n. 1770)
- 11 gennaio - Carlo Francesco Bassi, architetto italiano (n. 1772)
- 12 gennaio - Carlo Emanuele Sardagna de Hohenstein, arcivescovo cattolico italiano (n. 1772)
- 13 gennaio - Charles Follen, poeta e docente tedesco (n. 1796)
- 22 gennaio - Johann Friedrich Blumenbach, antropologo, fisiologo e naturalista tedesco (n. 1752)
- 23 gennaio - Annibale Omodei, medico italiano (n. 1779)
- 23 gennaio - Scipione Sacchetti, IV marchese di Castelromano, nobile italiano (n. 1767)
- 24 gennaio - Diodata Saluzzo Roero, letterata, scrittrice e poetessa italiana (n. 1774)

## Febbraio(14)
- 1º febbraio - Barbara Choe Yeong-i, santa coreana (n. 1819)
- 2 febbraio - Stefano Bellesini, presbitero austriaco (n. 1774)
- 4 febbraio - Ferdinánd Pálffy, ingegnere e impresario teatrale ungherese (n. 1774)
- 4 febbraio - Domenico Antonio Sonni, religioso, matematico e politico italiano (n. 1758)
- 7 febbraio - Blas Parera, compositore spagnolo (n. 1777)
- 11 febbraio - Ivan Ivanovič Kozlov, poeta russo (n. 1779)
- 13 febbraio - Nicolas Joseph Maison, generale francese (n. 1771)
- 15 febbraio - Domenico Viviani, naturalista italiano (n. 1772)
- 18 febbraio - Elisabetta Cristina Ulrica di Brunswick-Wolfenbüttel, principessa tedesca (n. 1746)
- 21 febbraio - Stefano Gasse, architetto e urbanista italiano (n. 1778)
- 21 febbraio - Fortuné-Charles de Mazenod, vescovo cattolico francese (n. 1749)
- 22 febbraio - Felice Greco, vescovo cattolico italiano (n. 1775)
- 23 febbraio - Giovanni Nepomuceno Esterhazy de Galantha, nobile ungherese (n. 1754)
- 24 febbraio - Giovanni Battista Bottaini, imprenditore, funzionario e politico italiano (n. 1772)

## Marzo(15)
- 2 marzo - Heinrich Wilhelm Olbers, astronomo tedesco (n. 1758)
- 3 marzo - Hippolyte Cloquet, medico, zoologo e anatomista francese (n. 1787)
- 4 marzo - Domenico Pellegrini, pittore italiano (n. 1759)
- 5 marzo - George Spencer-Churchill, V duca di Marlborough, nobile e politico inglese (n. 1766)
- 6 marzo - Louis Say, imprenditore francese (n. 1774)
- 7 marzo - Gaspare Federigo, medico italiano (n. 1769)
- 9 marzo - Pierre Dupont de l'Étang, generale e politico francese (n. 1765)
- 9 marzo - Pavel Ivanovič Kutajsov, nobile e politico russo (n. 1780)
- 18 marzo - Gaetano Corticelli, pedagogo, pianista e compositore italiano (n. 1804)
- 19 marzo - Dialogante-con-lo-Spirito, condottiero nativo americano (n. 1770)
- 20 marzo - Anton Friedrich Justus Thibaut, giurista tedesco (n. 1772)
- 21 marzo - Michele Amatore Lobetti, vescovo cattolico italiano (n. 1772)
- 22 marzo - Étienne Bobillier, matematico francese (n. 1798)
- 28 marzo - Simon Antoine Jean Lhuilier, matematico svizzero (n. 1750)
- 30 marzo - Beau Brummell, nobile britannico (n. 1778)

## Aprile(14)
- 2 aprile - Michele Placucci, storico e scrittore italiano (n. 1782)
- 5 aprile - Paolo I Demidoff, imprenditore russo (n. 1798)
- 10 aprile - Alexander Nasmyth, pittore scozzese (n. 1758)
- 17 aprile - Matteo Brandani, fantino italiano (n. 1784)
- 17 aprile - Hannah Webster Foster, scrittrice statunitense
- 18 aprile - Gabriele Maria Gravina, arcivescovo cattolico italiano (n. 1753)
- 20 aprile - Charles Alten, generale tedesco (n. 1764)
- 20 aprile - Giuseppe Tommaso Rossetti, generale italiano (n. 1776)
- 22 aprile - James Prinsep, numismatico, orientalista e chimico inglese (n. 1799)
- 23 aprile - Gebhard Johan Achaz von Alvensleben, librettista e drammaturgo tedesco (n. 1764)
- 25 aprile - Siméon-Denis Poisson, matematico, fisico e astronomo francese (n. 1781)
- 27 aprile - Blanche Howard, nobildonna britannica (n. 1812)
- 28 aprile - Charles Spencer-Churchill, nobile e politico britannico (n. 1794)
- 29 aprile - Pierre Jean Robiquet, chimico francese (n. 1780)

## Maggio(18)
- 1º maggio - Giuditta Grisi, mezzosoprano italiano (n. 1805)
- 6 maggio - Jean-Joseph Espercieux, scultore francese (n. 1757)
- 6 maggio - Francisco de Paula Santander, generale e politico colombiano (n. 1792)
- 7 maggio - Caspar David Friedrich, pittore tedesco (n. 1774)
- 7 maggio - Massimiliano Camillo VIII Massimo, I principe di Arsoli, nobile italiano (n. 1770)
- 10 maggio - Catterino Cavos, compositore italiano (n. 1777)
- 11 maggio - Eduard Joseph d'Alton, naturalista tedesco (n. 1772)
- 11 maggio - Simon Canuel, generale francese (n. 1767)
- 14 maggio - Johann Carl Ludwig Engel, architetto tedesco (n. 1778)
- 16 maggio - André Jean François Marie Brochant de Villiers, mineralogista francese (n. 1772)
- 16 maggio - Franjo Vlašić, militare, nobile e politico austriaco (n. 1776)
- 18 maggio - Armand-Louis-Amélie Millet de Villeneuve, militare francese (n. 1772)
- 19 maggio - John Adair, politico e militare statunitense (n. 1757)
- 23 maggio - Giuseppe Straccali, fantino italiano (n. 1798)
- 25 maggio - Aleksandr Michajlovič Rimskij-Korsakov, generale russo (n. 1753)
- 26 maggio - William Sidney Smith, ammiraglio inglese (n. 1764)
- 27 maggio - Felice Borroni, imprenditore e filantropo italiano (n. 1761)
- 27 maggio - Niccolò Paganini, violinista, violista e chitarrista italiano (n. 1782)

## Giugno(15)
- 5 giugno - Lorenzo Tomini, presbitero e educatore italiano (n. 1758)
- 6 giugno - Marcellin Champagnat, presbitero francese (n. 1789)
- 7 giugno - Jean Baptiste Bouchotte, politico e militare francese (n. 1754)
- 7 giugno - Federico Guglielmo III di Prussia, re prussiano (n. 1770)
- 7 giugno - Népomucène Lemercier, poeta e drammaturgo francese (n. 1771)
- 9 giugno - Robert O'Callaghan, generale e politico britannico (n. 1777)
- 13 giugno - Vincenzo Campanari, archeologo e poeta italiano (n. 1772)
- 16 giugno - Joseph Kreutzer, violinista e compositore tedesco (n. 1790)
- 18 giugno - Margherita Barezzi, italiana (n. 1814)
- 19 giugno - Karl Gottlob Kühn, medico tedesco (n. 1754)
- 19 giugno - Pierre-Joseph Redouté, pittore e botanico francese (n. 1759)
- 20 giugno - Pierre Daunou, politico, storico e archivista francese (n. 1761)
- 21 giugno - Ivan Osipovič de Witt, generale, agente segreto e nobile russo (n. 1781)
- 25 giugno - Leopoldo di Limburg-Stirum, generale e politico olandese (n. 1758)
- 29 giugno - Luciano Bonaparte, politico e nobile francese (n. 1775)

## Luglio(14)
- 2 luglio - Pietro Amoretti, incisore italiano (n. 1766)
- 2 luglio - Bogdan Jański, religioso polacco (n. 1807)
- 3 luglio - Peter Mikhailovič Kaptzevič, generale russo (n. 1772)
- 4 luglio - Karl Ferdinand von Gräfe, chirurgo tedesco (n. 1787)
- 5 luglio - Ahmad Ali Khan Bahadur, principe indiano (n. 1787)
- 8 luglio - Giannantonio Moschini, letterato e storico dell'arte italiano (n. 1773)
- 10 luglio - Carlo Paolo Marchesi, ingegnere e disegnatore italiano (n. 1800)
- 13 luglio - Carlotta Federica di Meclemburgo-Schwerin, principessa danese (n. 1784)
- 16 luglio - Michel-Nicolas Balisson de Rougemont, romanziere, drammaturgo e librettista francese (n. 1781)
- 22 luglio - Ercole Dandini, cardinale e vescovo cattolico italiano (n. 1759)
- 23 luglio - Carl Blechen, pittore tedesco (n. 1798)
- 28 luglio - John Lambton, I conte di Durham, politico inglese (n. 1792)
- 30 luglio - Joseph Jacotot, filosofo e pedagogista francese (n. 1770)
- 31 luglio - Jean-Louis Taberd, vescovo cattolico, missionario e lessicografo francese (n. 1794)

## Agosto(9)
- 1º agosto - Karl Otfried Müller, grecista, filologo classico e etruscologo tedesco (n. 1797)
- 2 agosto - Jean-Nicolas Huyot, architetto francese (n. 1780)
- 4 agosto - José María Narváez, militare, esploratore e navigatore spagnolo (n. 1768)
- 16 agosto - Vincenzo Negrini, basso-baritono italiano (n. 1804)
- 18 agosto - Anthony Christiaan Winand Staring, poeta olandese (n. 1767)
- 21 agosto - Nikolaj Nikolaevič Murav'ëv, generale e nobile russo (n. 1768)
- 25 agosto - Carl Leberecht Immermann, poeta e scrittore tedesco (n. 1796)
- 26 agosto - Biagio Martini, pittore italiano (n. 1761)
- 29 agosto - Jakob Sigismund Beck, filosofo tedesco (n. 1761)

## Settembre(20)
- 1º settembre - Marie Schellinck, belga (n. 1757)
- 1º settembre - Julius Hermann Schultes, botanico austriaco (n. 1804)
- 2 settembre - Franz Meyen, medico e botanico tedesco (n. 1804)
- 3 settembre - Giuseppe Becherini, compositore, teorico musicale e organista italiano (n. 1758)
- 7 settembre - Costanza Monti, poetessa italiana (n. 1792)
- 11 settembre - Giovanni Gabriele Perboyre, presbitero e missionario francese (n. 1802)
- 16 settembre - Paul von Bilguer, scacchista tedesco (n. 1815)
- 18 settembre - Constantine Samuel Rafinesque-Schmaltz, biologo e archeologo statunitense (n. 1783)
- 19 settembre - Giuseppe Checcherini, librettista italiano (n. 1777)
- 20 settembre - José Gaspar Rodríguez de Francia, avvocato e politico paraguaiano (n. 1766)
- 22 settembre - Augusta Sofia di Hannover, nobile inglese (n. 1768)
- 22 settembre - Krikor Bedros VI Jeranian
- 22 settembre - Anne Lister, scrittrice inglese (n. 1791)
- 22 settembre - Louisa Tollemache, VII contessa di Dysart, nobildonna scozzese (n. 1745)
- 23 settembre - Gaetano Gigante, pittore e incisore italiano (n. 1770)
- 24 settembre - Vincenzo Chialli, pittore italiano (n. 1787)
- 25 settembre - Étienne Jacques Joseph Alexandre Macdonald, generale francese (n. 1765)
- 28 settembre - Claude-Emmanuel de Pastoret, politico e scrittore francese (n. 1755)
- 30 settembre - Antonio Lorenzoni, avvocato, giurista e teorico della musica italiano (n. 1755)
- 30 settembre - Joaquín Vizcaíno, militare, politico e filantropo spagnolo (n. 1790)

## Ottobre(15)
- 4 ottobre - Valeriano Luigi Brera, medico e patologo italiano (n. 1772)
- 8 ottobre - Federico III Fagnani, V marchese di Gerenzano, nobile, scrittore e politico italiano (n. 1775)
- 8 ottobre - Franz Marziani von Sacile, militare austriaco (n. 1763)
- 8 ottobre - John Pratt, I marchese di Camden, nobile e politico inglese (n. 1759)
- 9 ottobre - Johann Nepomuk Rust, chirurgo tedesco (n. 1775)
- 12 ottobre - Francisco das Chagas Santos, militare e politico brasiliano (n. 1763)
- 18 ottobre - Pierre Gardel, danzatore e coreografo francese (n. 1758)
- 19 ottobre - Domenico Cuciniello, architetto, litografo e ingegnere italiano (n. 1780)
- 20 ottobre - Niccola Palma, presbitero, storiografo e storico italiano (n. 1777)
- 20 ottobre - Defendente Sacchi, giornalista, filosofo e scrittore italiano (n. 1796)
- 22 ottobre - Henry Vassall-Fox, III barone Holland, politico inglese (n. 1773)
- 24 ottobre - Giovanni Maria Bua, arcivescovo cattolico italiano (n. 1773)
- 26 ottobre - Ercole Silva, nobile, scrittore e architetto del paesaggio italiano (n. 1756)
- 26 ottobre - Nicholas Aylward Vigors, zoologo e politico irlandese (n. 1785)
- 27 ottobre - Agostino Maria Molin, religioso e insegnante italiano (n. 1775)

## Novembre(12)
- 1º novembre - Giulio Camporese, architetto italiano (n. 1754)
- 2 novembre - Anthony Carlisle, chirurgo britannico (n. 1768)
- 4 novembre - Anna Maria Schultheiss, nobile tedesco (n. 1760)
- 8 novembre - Felix Grundy, politico statunitense (n. 1777)
- 10 novembre - Ferdinand Esslair, attore teatrale e regista austriaco (n. 1772)
- 18 novembre - Giovanni Francesco Falzacappa, cardinale e arcivescovo cattolico italiano (n. 1767)
- 19 novembre - Johann Michael Vogl, baritono e compositore austriaco (n. 1768)
- 23 novembre - Louis de Bonald, filosofo e politico francese (n. 1754)
- 24 novembre - Luigi Rossetti, patriota e giornalista italiano (n. 1800)
- 28 novembre - Michel Silvestre Brayer, generale francese (n. 1769)
- 29 novembre - Feliciano Scarpellini, abate e astronomo italiano (n. 1762)
- 30 novembre - Joseph Johann von Littrow, astronomo austriaco (n. 1781)

## Dicembre(17)
- 1º dicembre - Jean-Pierre Granger, pittore francese (n. 1779)
- 2 dicembre - Christopher Ellery, politico statunitense (n. 1768)
- 2 dicembre - Carlotta Gargalli, pittrice italiana (n. 1788)
- 8 dicembre - Xavier Kurten, architetto del paesaggio tedesco (n. 1769)
- 11 dicembre - Louis-François Jauffret, educatore, poeta e avvocato francese (n. 1770)
- 11 dicembre - Kōkaku, imperatore giapponese (n. 1771)
- 12 dicembre - Jean-Étienne Dominique Esquirol, psichiatra e scienziato francese (n. 1772)
- 13 dicembre - Giuseppe Amorelli, vescovo cattolico italiano (n. 1781)
- 13 dicembre - Louis-Charles de la Bourdonnais, scacchista francese (n. 1797)
- 15 dicembre - Ignazio Alessandro Cozio, nobile italiano (n. 1755)
- 15 dicembre - Franz Erwein von Schönborn-Wiesentheid, nobile, politico e collezionista d'arte tedesco (n. 1776)
- 17 dicembre - Luigi Catani, pittore italiano (n. 1762)
- 20 dicembre - Flaminia Rossi, duchessa (n. 1795)
- 22 dicembre - Henri-Pierre Delaage, generale francese (n. 1766)
- 24 dicembre - Friedrich Wilken, storico e bibliotecario tedesco (n. 1777)
- 25 dicembre - Francesco Maria Franceschinis, matematico italiano (n. 1756)
- 31 dicembre - Christian Rudolph Wilhelm Wiedemann, medico, storico e naturalista tedesco (n. 1770)

## Senza giorno specificato(30)
- John Abbot, entomologo, ornitologo e botanico britannico (n. 1751)
- Giovanni Aceto Cattani, politico e giornalista italiano (n. 1778)
- Antoine Ansiaux, pittore francese (n. 1764)
- Thomas Baskerville, scrittore e botanico inglese (n. 1812)
- Thug Behram, serial killer indiano (n. 1765)
- Isaac Chauncey, militare statunitense (n. 1772)
- François Fulgis Chevallier, medico e botanico francese (n. 1796)
- Mary Boddington, scrittrice e viaggiatrice irlandese (n. 1776)
- Thomas Daniell, pittore inglese (n. 1749)
- Giuseppe De Dominici, pittore e miniaturista italiano (n. 1758)
- Giuseppe Fancelli, pittore italiano (n. 1763)
- Giuseppangelo Fonzi, medico italiano (n. 1768)
- Giacomo Guglielmi, tenore, violinista e docente italiano (n. 1782)
- Frank Hall Standish, letterato britannico (n. 1799)
- Peter Joseph Krahe, architetto tedesco (n. 1758)
- Agostino Jacob Landré-Beauvais, chirurgo francese (n. 1772)
- Jean-Noël Lerebours, ottico francese (n. 1761)
- Thomas MacQueen, generale britannico (n. 1792)
- Luigi Manfredini, scultore e medaglista italiano (n. 1771)
- Ascanio Mansi, politico italiano (n. 1773)
- Giuseppe Maria Montiglio di Ottiglio e Villanova, generale e politico italiano (n. 1768)
- Johann Gottfried Neumeister, insegnante e organista tedesco (n. 1757)
- José Antonio Pavón, botanico spagnolo (n. 1754)
- Luigi Rados, incisore e pittore italiano (n. 1773)
- Dingane kaSenzangakhona, sovrano sudafricano
- Hannah Stilley Gorby, statunitense (n. 1746)
- Emmanuele Viggiano, presbitero e storico italiano (n. 1770)
- Luigi Voghera, architetto italiano (n. 1788)
- Andreas Zaimīs, politico greco (n. 1791)
- Karl vom Stein zum Altenstein, politico prussiano (n. 1770)